# 2. liga národní házené mužů 2008/2009
Předchozí sezóna: 2007/08
Následující sezóna: 2009/10

## Systém soutěže
Druhé nejvyšší soutěže v národní házené mužů na území ČR se v sezóně 2008/09 zúčastnilo celkem 24 klubů, rozdělených po 12 do 2 skupin - skupiny A (západ) a skupiny B (východ). Hrálo se v každé skupině zvlášť dvoukolově systémem každý s každým a na konci sezóny vítězové obou skupin postoupily do 1. ligy a sestoupit mělo původně 6 klubů, z každé skupiny poslední 2 až 4 účastníci, podle toho kolik do ní sestoupilo klubů z 1. ligy a nahradit je měly vítězové 6 oblastních přeborů. Vzhledem k finančním problémům některých klubů, které původně měly z oblastních přeborů do 2. ligy postoupit nakonec sestoupily pouze 4 kluby (3 ze skupiny A a 1 ze skupiny B). A navíc ještě ve skupině A přenechal 4. Litvínov z důvodu zániku oddílu mužů start v dalším ročníku 2. ligy až 12. Bakovu nad Jizerou.

## Rozmístění klubů v jednotlivých krajích
| Kraj            | Skupina | Počet klubů | Kluby                                                   |
| --------------- | ------- | ----------- | ------------------------------------------------------- |
| Plzeňský        | A       | 6           | Ejpovice, Litohlavy, Nezvěstice, Osek, Tymákov, Všenice |
| Středočeský     | A       | 3           | Bakov, Rožmitál, Řevnice                                |
| Ústecký         | A       | 3           | Litvínov, Most, Žatec                                   |
| Moravskoslezský | B       | 4           | Albrechtičky, Pustějov, Studénka, Vítkovice             |
| Jihomoravský    | B       | 3           | Draken, Ostopovice, Veselí                              |
| Královéhradecký | B       | 2           | Krčín B, Pod. Újezd                                     |
| Pardubický      | B       | 1           | Opatovice                                               |
| Vysočina        | B       | 1           | Jihlava                                                 |
| Olomoucký       | B       | 1           | Rokytnice                                               |

## Tabulky
Skupina A
| Poř. | Tým                               | Z  | V  | R | P  | VG  | OG  | B  |
| ---- | --------------------------------- | -- | -- | - | -- | --- | --- | -- |
| 1.   | TJ Litohlavy                      | 22 | 18 | 2 | 2  | 478 | 396 | 38 |
| 2.   | Sokol Tymákov                     | 22 | 14 | 3 | 5  | 352 | 304 | 31 |
| 3.   | TJ Sokol Nezvěstice               | 22 | 13 | 2 | 7  | 412 | 395 | 28 |
| 4.   | KNHCH Litvínov                    | 22 | 11 | 2 | 9  | 369 | 382 | 24 |
| 5.   | NH Řevnice                        | 22 | 11 | 0 | 11 | 386 | 376 | 22 |
| 6.   | TJ Všenice                        | 22 | 9  | 3 | 10 | 365 | 364 | 21 |
| 7.   | Baník Most NH                     | 22 | 10 | 0 | 12 | 379 | 419 | 20 |
| 8.   | TJ Sokol Ejpovice                 | 22 | 8  | 2 | 12 | 365 | 374 | 18 |
| 9.   | TJ Šroubárna Žatec                | 22 | 6  | 5 | 11 | 414 | 451 | 17 |
| 10.  | Sokol Osek u Rokycan              | 22 | 7  | 2 | 13 | 355 | 385 | 16 |
| 11.  | TJ Spartak Rožmitál pod Třemšínem | 22 | 7  | 1 | 14 | 396 | 398 | 15 |
| 12.  | Sokol Bakov nad Jizerou           | 22 | 4  | 6 | 12 | 348 | 375 | 14 |

Skupina B
| Poř. | Tým                          | Z  | V  | R | P  | VG  | OG  | B  |
| ---- | ---------------------------- | -- | -- | - | -- | --- | --- | -- |
| 1.   | SSK Vítkovice                | 22 | 16 | 1 | 5  | 375 | 303 | 33 |
| 2.   | TJ Sokol Opatovice nad Labem | 22 | 13 | 4 | 5  | 419 | 379 | 30 |
| 3.   | SK Studénka                  | 22 | 14 | 1 | 7  | 402 | 341 | 29 |
| 4.   | Draken Brno                  | 22 | 14 | 0 | 9  | 382 | 325 | 26 |
| 5.   | Sokol Albrechtičky           | 22 | 11 | 1 | 10 | 322 | 318 | 23 |
| 6.   | TJ Sokol Rokytnice           | 22 | 11 | 0 | 11 | 377 | 398 | 22 |
| 7.   | TJ Sokol Podhorní Újezd      | 22 | 10 | 1 | 11 | 435 | 433 | 21 |
| 8.   | SK Autonot Jihlava           | 22 | 9  | 1 | 12 | 321 | 338 | 19 |
| 9.   | SK Veselí nad Moravou        | 22 | 9  | 0 | 13 | 437 | 474 | 18 |
| 10.  | Sokol Krčín B                | 22 | 8  | 1 | 13 | 341 | 401 | 17 |
| 11.  | TJ Sokol Ostopovice          | 22 | 6  | 2 | 14 | 357 | 399 | 14 |
| 12.  | TJ Pustějov                  | 22 | 5  | 2 | 15 | 379 | 438 | 12 |

Poznámky:
- Z = Odehrané zápasy; V = Vítězství; R = Remízy; P = Prohry; VG = Vstřelené góly; OG = Obdržené góly; B = Body

Kvalifikace nebo sestup
|  | Postup do 1. ligy            |
|  | Po sezóně zánik oddílu mužů  |
|  | Sestup do oblastních přeborů |